# KD Bubnič Magajna
Kulturno društvo KD Bubnič Magajna je kulturno nepridobitno društvo iz Trsta, ki je nastalo iz Sklada Bubnič Magajna.
Leta 1980 so novinarji Primorskega dnevnika, v spomin na Albina Bubniča, novinarja in raziskovalca zgodovine Rižarne, ki se je posvečal tudi zamejskemu šolstvu in je skrbel za ohranjevanje slovenskega jezika v zamejstvu, ustanovili sklad z njegovim imenom. Denarne prispevke za sklad so pridobli s prostovoljnimi prispevki posameznikov. Sklad je razpisoval natečaje, da bi spodbujal pri mladih zanimanje za tematike, o katerih je Bubnič pisal, ter prispevajo raziskave, da bi se mladi naučili iskati vire, poslušati pričevanja, urejati gradivo, analizirati ga in povezovati.
Leta 2011 so na seji Bubničevega sklada 16. novembra sklenili, da bo Sklad nosil ime tudi po fotografu, fotoreporterju in publicistu Primorskega dnevnika Mariu Magajni.
Leta 2014 so na občnem zboru Sklada Bubnič Magajna določili, da se bo Sklad preimenoval v Kulturno društvo - Associazione culturale Bubnič Magajna. Na občnem zboru je bil sprejet tudi statut društva in ustanovni akt, s katerima so kasneje društvo tudi uradno in pravno vpisali v davčnem uradu v Trstu. Izvoljen je bil tudi novi odbor društva.